# Churwalden
Churwalden (toponimo tedesco; in romancio Curvalda, in italiano Corvalda, desueti) è un comune svizzero di 1 936 abitanti del Canton Grigioni, nella regione Plessur.

## Storia

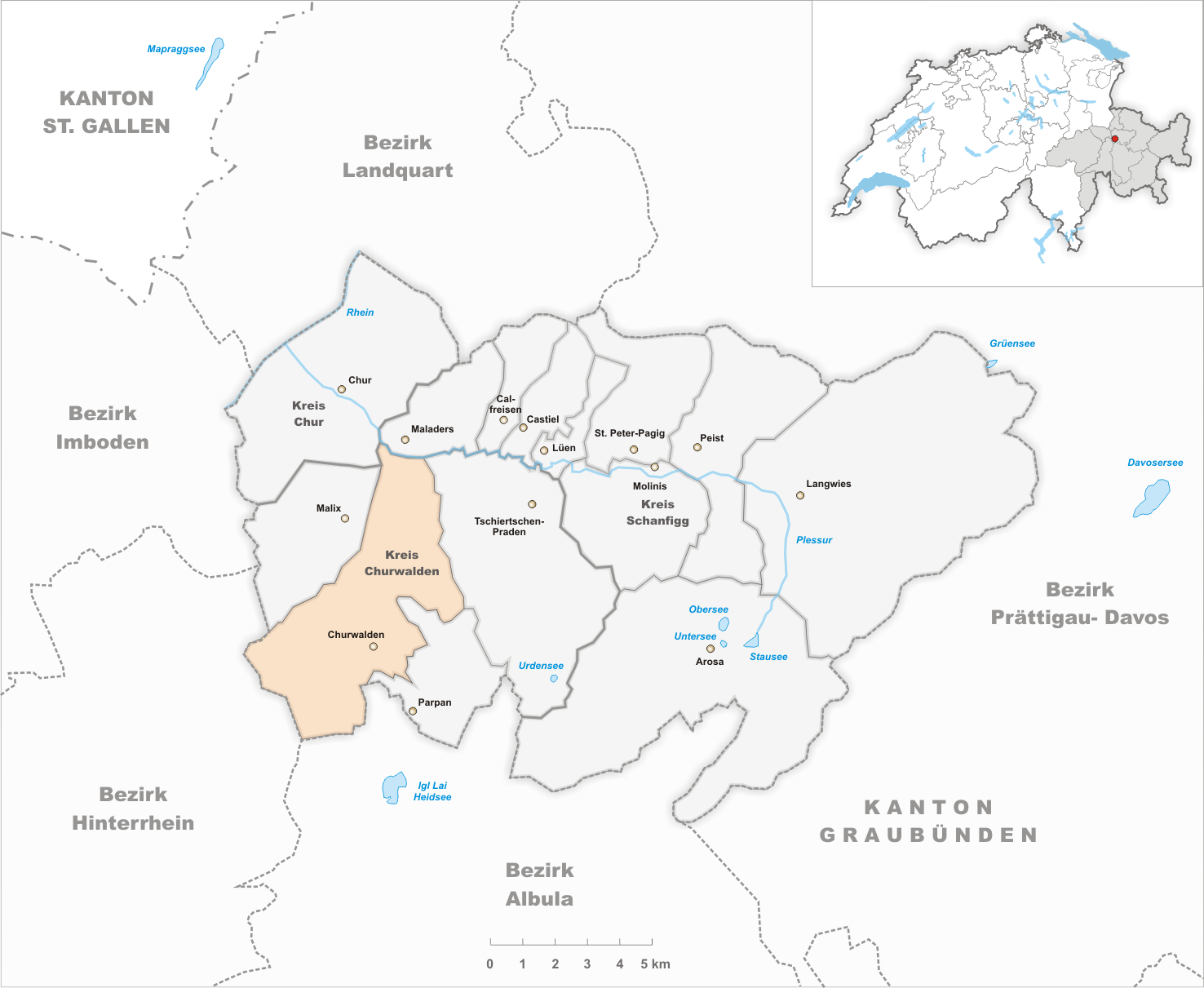
Il territorio del comune di Churwalden prima degli accorpamenti comunali del 2010

Il comune di Churwalden, istituito nel 1851, il 1º gennaio 2010 ha inglobato i comuni soppressi di Malix e Parpan.

## Monumenti e luoghi d'interesse
- Chiesa parrocchiale cattolica di Santa Maria e San Michele, eretta nel XIII secolo[3];
- Stabilimenti termali di Araschgen[5] e Passugg[6].

## Società

### Evoluzione demografica
L'evoluzione demografica è riportata nella seguente tabella:
Abitanti censiti

## Geografia antropica
Le frazioni di Churwalden sono:
- Araschgen (in parte nel comune di Coira)[5]
- Malix[8]
  - Kreuz
  - Spina
- Parpan[9]
- Passugg[6]

## Economia

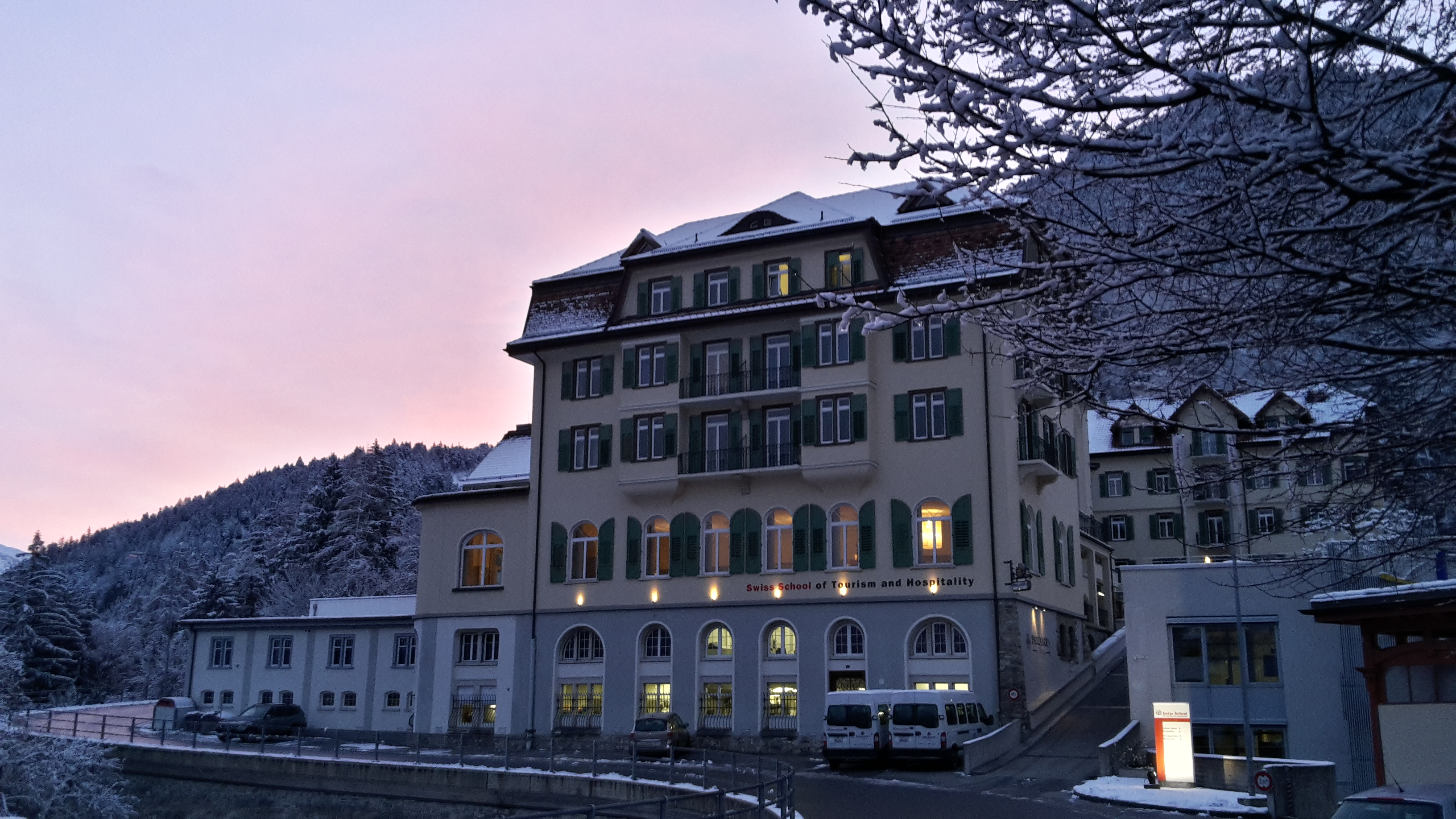
Stabilimento termale a Passugg

Churwalden è una località di villeggiatura estiva (stazione termale sviluppatasi dal 1863) e invernale (stazione sciistica sviluppatasi dal 1961).